# Chernobyl Recovery and Development Programme
Pour les articles homonymes, voir CRDP.

Le Chernobyl Recovery and Development Programme (CRDP) (littéralement « programme de réhabilitation et de développement de Tchernobyl ») est un programme des Nations unies mis en place à la suite des recommandations d'un rapport publié en février 2002, fruit du travail commun des agences des Nations unies et intitulé The Human Consequences of the Chernobyl Nuclear Accident. A Strategy for Recovery (« Les conséquences humaines de l'accident nucléaire de Tchernobyl. Une stratégie de réhabilitation »).
Faisant partie du Programme des Nations unies pour le développement (PNUD) en Ukraine, le CRDP travaille depuis 2003 à la réduction des conséquences à long terme de l'accident de Tchernobyl. Le but du CRDP est d'améliorer les conditions de vie des populations locales et de promouvoir un développement durable de ces régions.
Le CRDP a établi des partenariats entre les organisations internationales, les oblasts, les administrations des raions, les conseils municipaux, les institutions scientifiques, les ONG et les compagnies privées travaillant sur le terrain.
Parallèlement, le CRDP assure une mission d'information sur les conséquences de la catastrophe de Tchernobyl en Ukraine, mais aussi au niveau international.

## Les domaines d'action du CRDP
La réalisation des objectifs du CRDP est basée sur trois domaines d'action principaux : 
- l'appui au développement des politiques gouvernementales. L'action du CRDP est basée sur le soutien aux réformes et aux stratégies ayant pour but d'atténuer les conséquences de la catastrophe de Tchernobyl. Deux axes sont encouragés : la mise en place de politiques de développement durable des régions affectées ainsi que la promotion d'une information accessible aux populations concernées ;
- l'auto-gouvernace et le développement des organisations communales. Le CRDP mène une action d'appui aux communautés locales en encourageant la gouvernance et l'organisation autonome ainsi qu'en travaillant au développement de leurs capacités de détermination des programmes sociaux, économiques et écologiques appropriés à leur développement ;
- le support institutionnel. La mise en place et le développement de réseaux institutionnalisés permet le renforcement de l'action des institutions et organisations travaillant à la réhabilitation des régions affectées.

## Principales réalisations

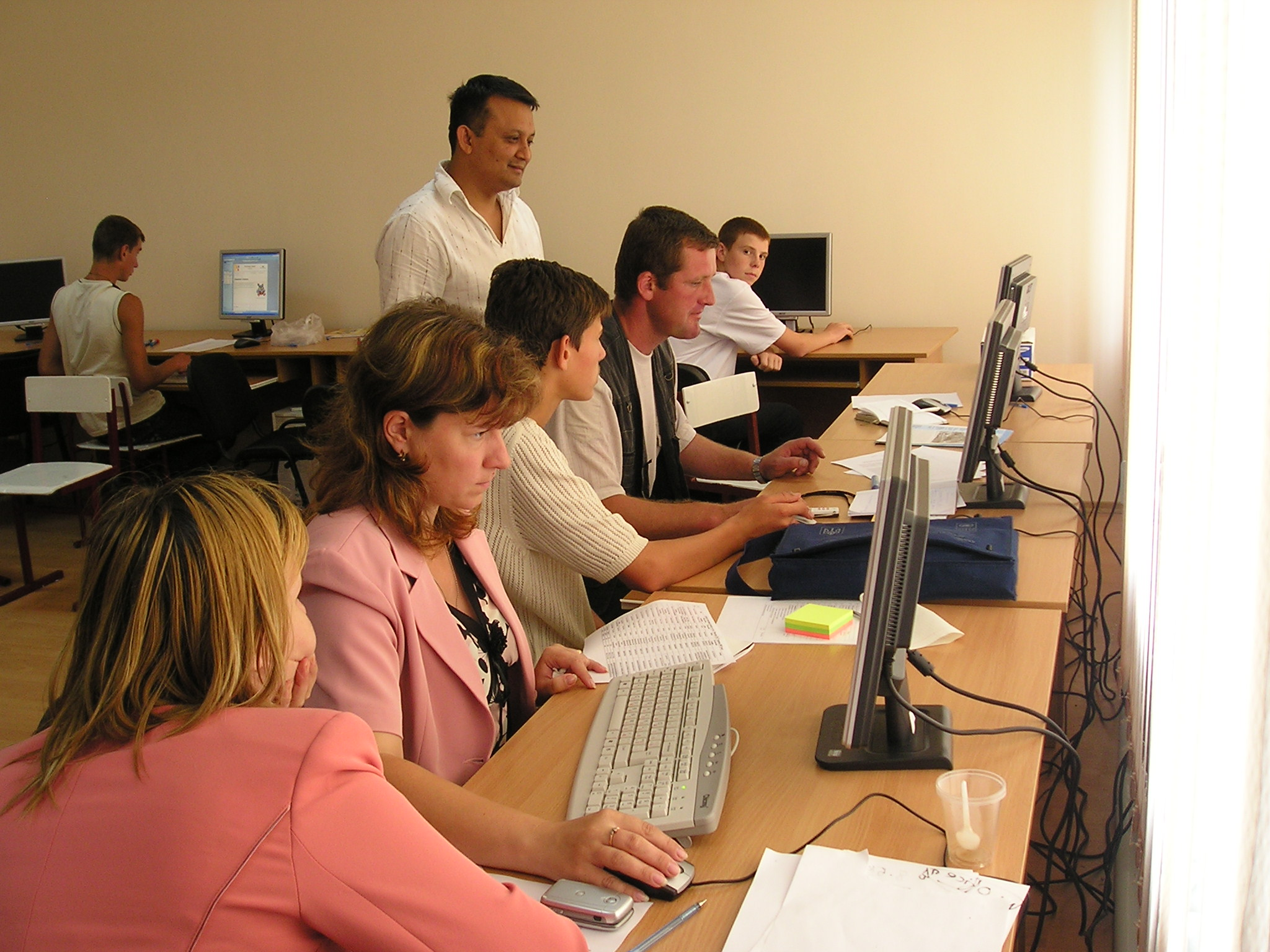
Cours d'informatique dans un centre de jeunesse

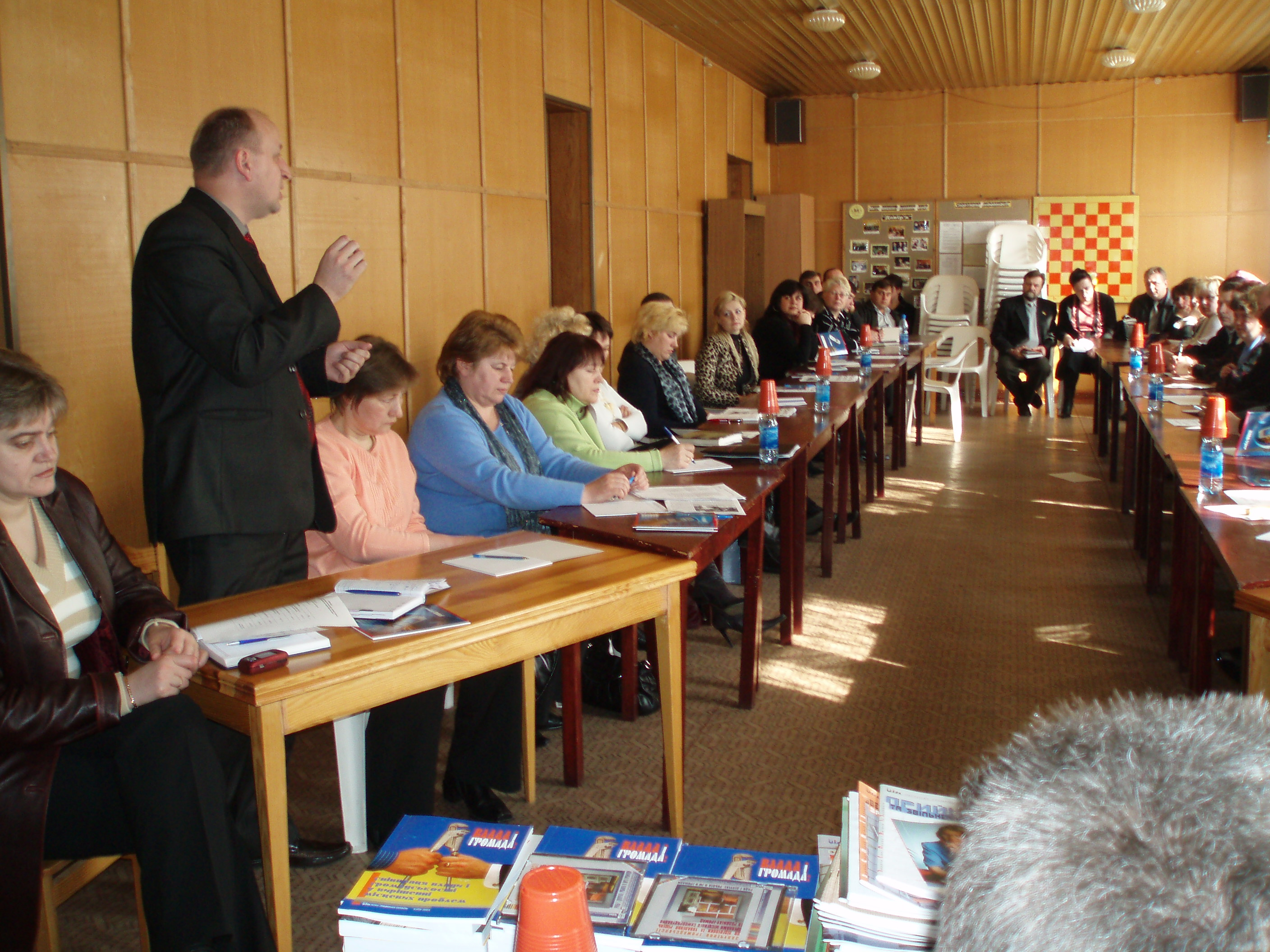
Développement communautaire à Ivankiv

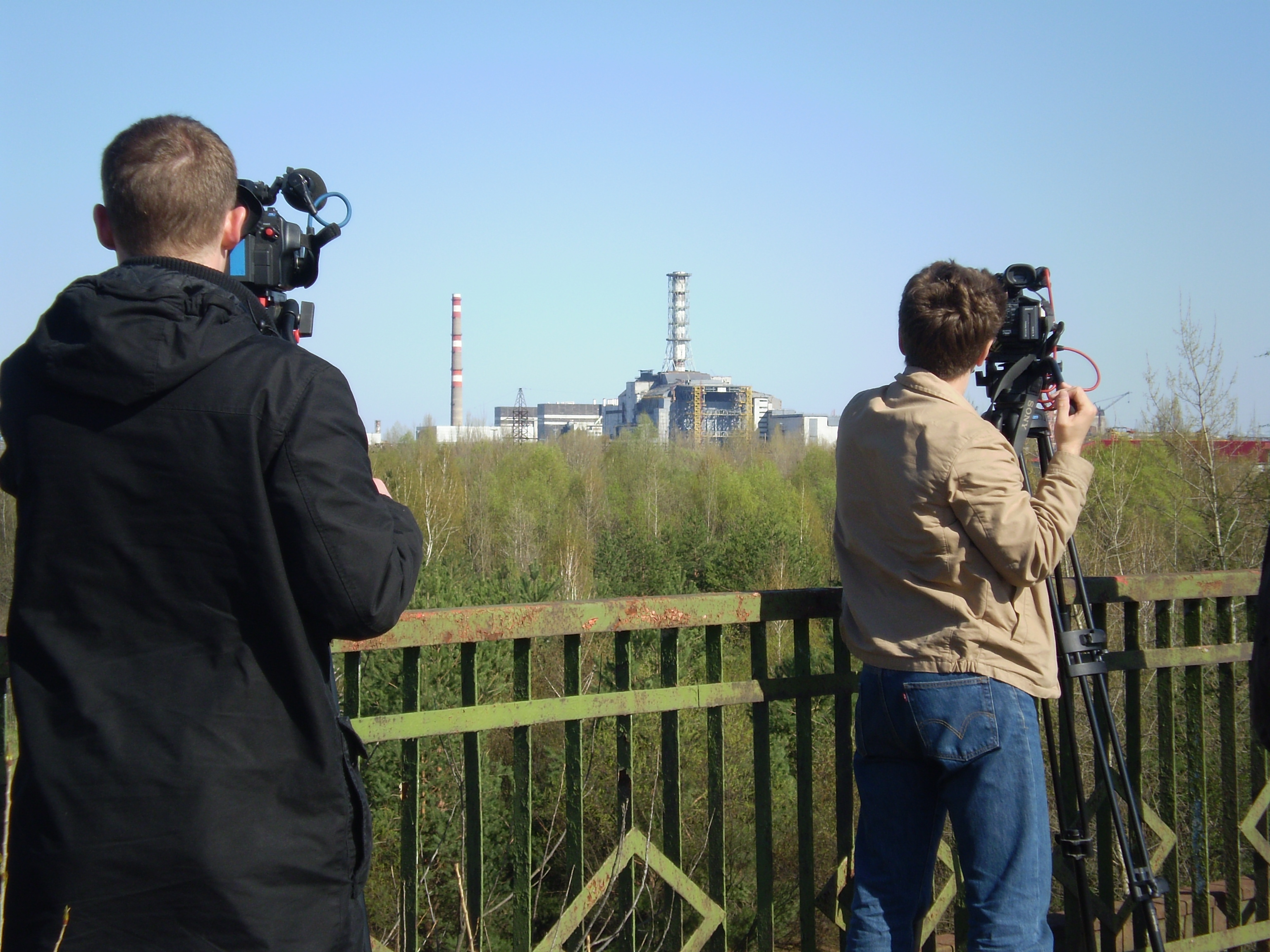
Journalistes participant à une conférence internationale sur Tchernobyl en 2009

- L'appui au développement des programmes nationaux visant à la réduction des effets de la catastrophe. Une mission d'expertise et de conseil au gouvernement Ukrainien dans la mise en place des politiques locales et nationales par la tenue de table-rondes et le soutien à la recherche. Le Programme National d'Action sur Tchernobyl (2006-2010), adopté par le Parlement, inclut les principales recommandations formulées par le CRDP.

- La création du « Partenariat entre organisations communales et autorités politiques dans la mise en place des projets de développement » a permis la création de 279 organisations communales (COs) dans 192 villages d'Ukraine, impliquant plus de 20 000 membres. L'action des COs a permis la résolution des problèmes socio-économiques majeures des villages : reconstruction des canalisations d'eau, mise en place d'un réseau gazier, réhabilitation des écoles, création de centres de jeunesse, etc. Entre 2003 et 2007, les organisations communales ont mis en place plus de 190 projets de développement et de réhabilitation pour un budget total de 18 millions d'UAH dont 6,6 millions apportés par le CRDP. Plus de 200 000 personnes sont bénéficiaires des projets menés par les COs avec le soutien du CRDP. En moyenne, pour la réalisation d'un projet, l'organisation communale contribue à hauteur de 20 %, les autorités locales 40 %, le CRDP 31 %, les autres sponsors 9 %. La participation financière du CRDP dans la mise en place des projets initiés par les COs est en baisse constante. Par exemple, pour la reconstruction de la piscine scolaire de Borodianka, (budget : 1 million d'UAH) , la part du CRDP est en dessous des 10 % du budget total. Le développement d'une politique de coopération tripartite en la matière (Ukraine-Russie-Biélorussie) est principalement due à l'action du CRDP et du PNUD.

- L'approche coopérative du CRDP a permis le déblocage de 4,1 millions d'UAH (environ 500 000 dollars pour l'année 2007) par les conseils des raions pour le financement des projets initiés par les organisations communales. L'action du CRDP a conduit à l'élaboration d'un modèle de « Centre de jeunesse ». Celui-ci doit proposer une salle informatique avec accès à internet, une salle de réunion ainsi qu'une salle de détente. Entre 2004 et 2007, le CRDP a permis la création de plus de 36 centres de jeunesse dans les zones affectées par la catastrophe.

- En coopération avec la communauté scientifique, le CRDP mène une vaste action de sensibilisation et d'information sur les conséquences de la catastrophe et les mesures de précaution à adopter dans les territoires affectés (brochures, films, affiches, CD). La formation de professeurs et de médecins quant aux comportements sanitaires à adopter est également menée par le CRDP. Le CRDP apporte un soutien aux publications, tables rondes et à toutes initiatives relatives à Tchernobyl et aux stratégies de réhabilitation. Depuis 2005 un accroissement du nombre de publications nationales et internationales sur le CRDP et ses réalisations a pu être observé. En 2006 plus de 200 articles ou émissions de radio et de télévision ont été diffusés sur le sujet. Le CRDP organise de manière régulière des excursions sur le terrain avec des journalistes et les donateurs.

- Le CRDP a permis la mise en place de 8 agences de développement économique dans 3 raions de l'oblast de Jytomyr (Brusyliv, Ostensible et Ovruch), 2 dans l'oblast de Kiev (Borodin et Ivanhoe), 1 dans l'oblast de Rivne (Dubrovnik) et 1 dans l'oblast de Tchernihiv (raion de Ricky). La formation d'une agence supplémentaire dans le raion de Rokytne (oblast de Rivne) est en cours. Le développement des TIC (Technologies de l'information et de communication constitue une réelle opportunité pour les jeunes des zones affectées, et plus particulièrement pour : les écoles de Pershotravneve et de Rokytne (Raion de Rokytne.) Les centres de jeunesse de Lystvyn (Raion de Ovruch), de luhyny (Raion de Luhyny) Pakul (Raiyon deChernihiv, de Narodychi (Raion de Narodychi), de Jambalaya (Raion de Ricky) Udryck (Raion de Dubrovycia). L'Agence pour le Développement Économique Régional du raion de Brusyliv apporte chaque jour une information et un conseil aux porteurs de projet souhaitant développer leur activité dans la région. L'Agence assure un conseil efficace à tous sans distinction d'âge ni de revenu.

## Photographies

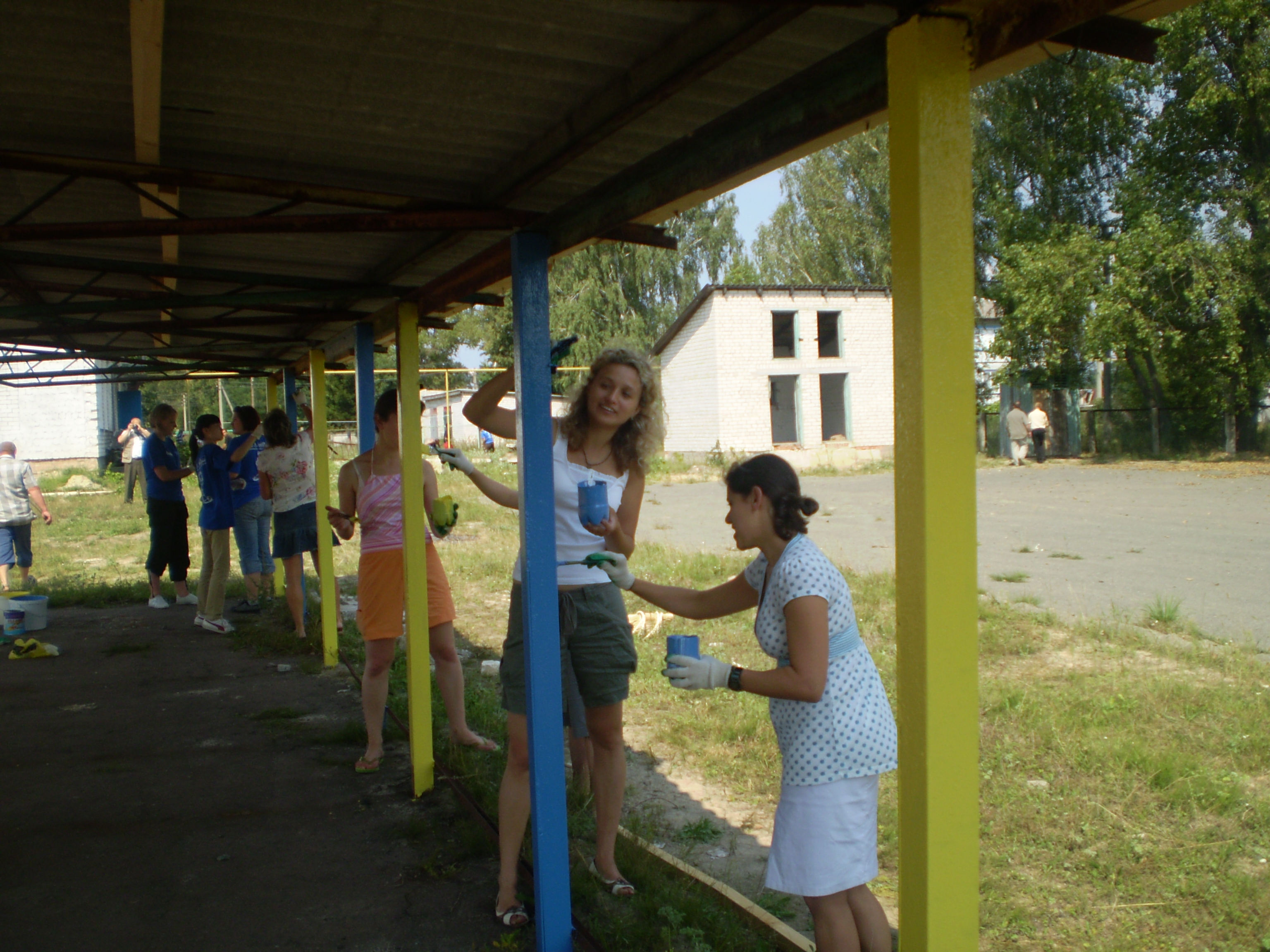
Volontaire travaillant à Lugyny
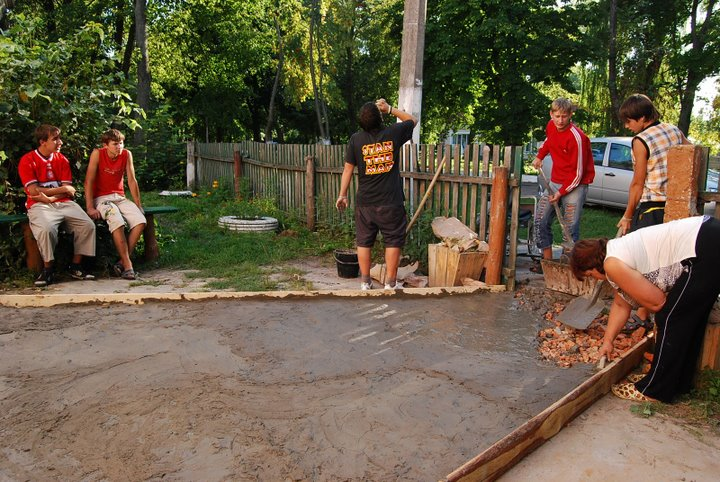
Travail dans une communauté de Lyubich
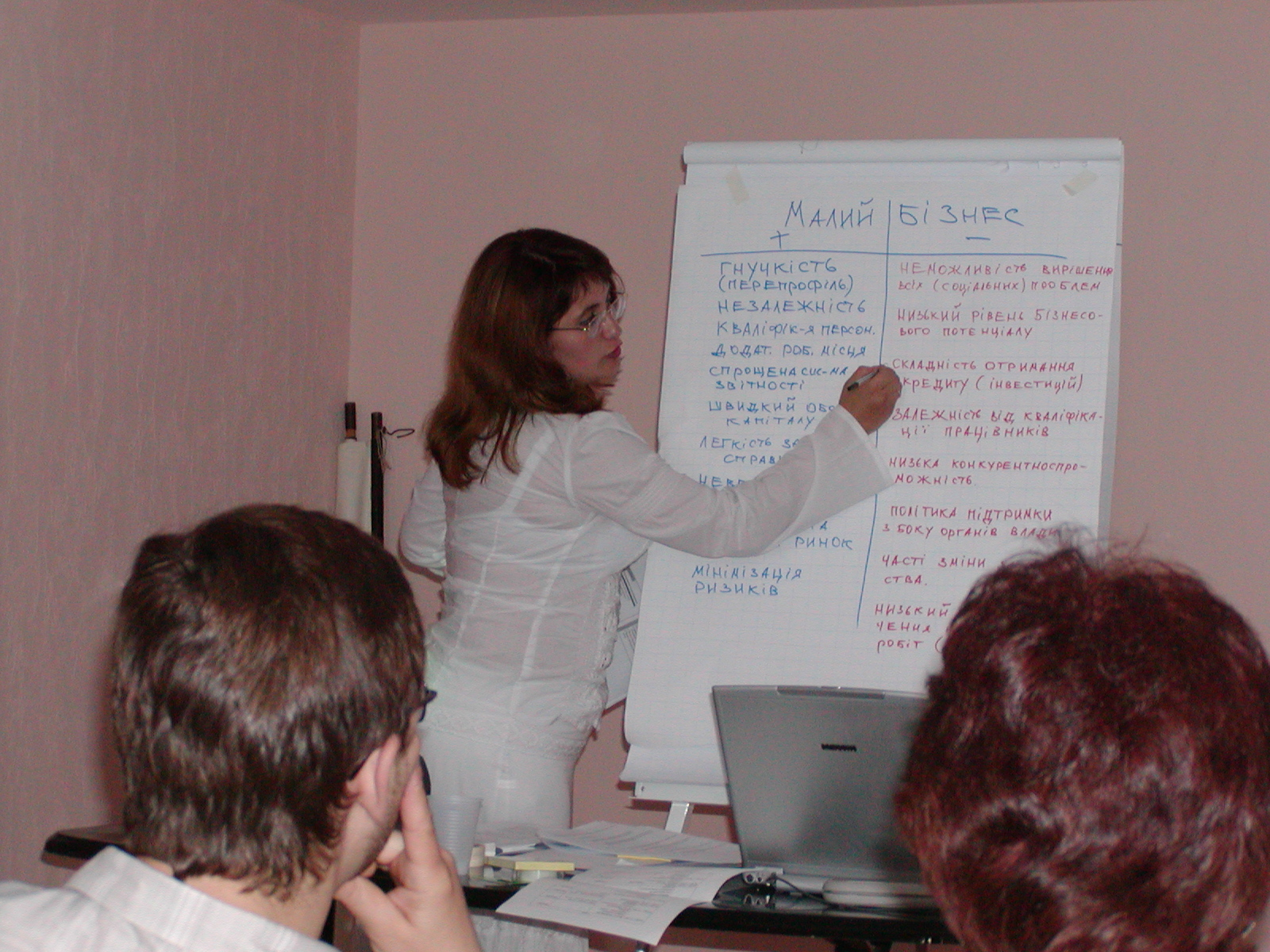
Cours de développement économique